# Aleksandr Karpinskij
Aleksandr Petrovitj Karpinskij (ryska: Александр Петрович Карпинский), född 7 januari 1847, död 15 juli 1936, var en rysk (sovjetisk) geolog.
Karpinskij var från 1869 verksam vid Bergsinstitutet i Sankt Petersburg och blev 1877 som professor i geologi där.  Han blev 1885 direktör för Comité géologique och utnämndes 1886 till ordinarie medlem av ryska Vetenskapsakademien. Han undersökte särskilt geologiska förhållanden i Uralbergen och beskrev bland annat förekomster av stensalt och järnmalm i Ryssland; i mycket talrika avhandlingar behandlade han i övrigt nästan hela det geologiska och mineralogiska fältet.
Tillsammans med Feodosij Tjernysjov publicerade han Carte géologique de la Russie d'Europe i sex blad (1892). Av hans övriga avhandlingar kan särskilt nämnas Ueber die Ammoneen der Artinsk-Stufe und einige mit diesen verwandte carbonische Formen (1889). Han tilldelades Wollastonmedaljen 1916.

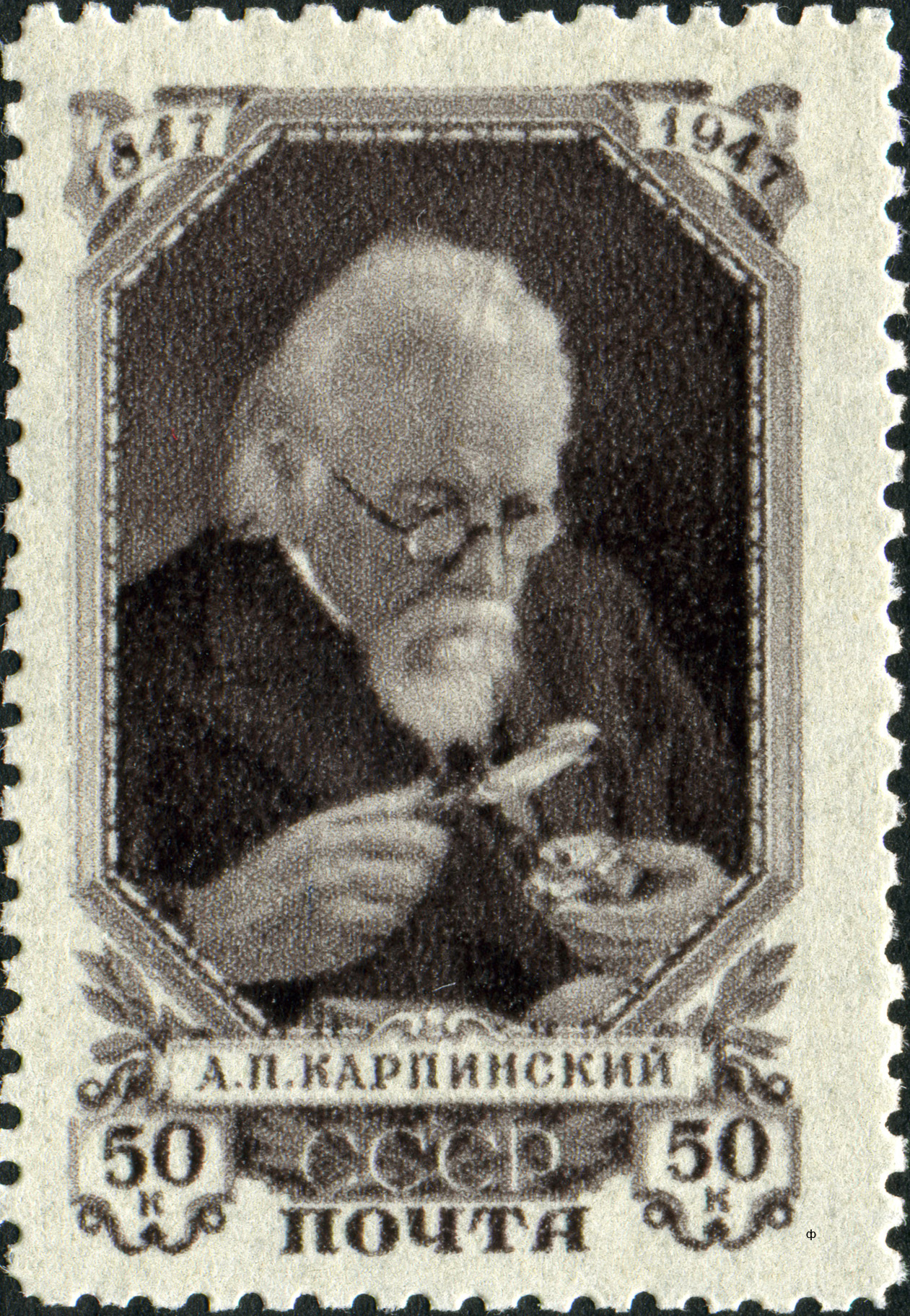
Aleksandr Karpinskij (sovjetiskt frimärke från 1947)